# Milwaukee
Niet te verwarren met Milwaukie.
Milwaukee is de grootste stad van Wisconsin, een staat van de Verenigde Staten van Amerika. Het is de hoofdplaats van Milwaukee County.
In de 19e eeuw vestigden zich veel Duitse immigranten in Milwaukee. Deze stichtten een groot aantal bierbrouwerijen, waaronder die van Pabst, Schlitz en Miller, die behoorden tot de belangrijkste brouwerijen in Amerika. Tegenwoordig is de Miller Brewing Company nog in Milwaukee gevestigd.
Ook zijn andere industrieën en bedrijven in Milwaukee gevestigd, zoals Harley Davidson en Rockwell Automation (Allen-Bradley).

## Geografie
De stad ligt aan de westoever van het Michiganmeer, een van de Grote Meren.

### Klimaat
In januari is de gemiddelde temperatuur -6,7 °C, in juli is dat 23,1 °C. Jaarlijks valt er gemiddeld 790,2 mm neerslag (gegevens op basis van de meetperiode 1961-1990).

## Geschiedenis
Het gebied van het huidige Milwaukee werd gedurende eeuwen bewoond door inheemse Amerikanen. Onder de stammen waren er Menominee, Fox, Potawatomi en Ojibwe. De eerste Europeanen die arriveerden waren Franse katholieke missionarissen in de late 18e eeuw.
Milwaukee trok veel immigranten aan, vooral Duitsers, die er een brouwindustrie ontwikkelden. Er kwamen zoveel Duitsers dat Milwaukee bekend werd als het 'Duitse Athene' (das Deutsche Athen). Andere groepen, waaronder Polen, Ieren, Italianen, Grieken en Joden, vestigden zich in hun eigen delen van de stad.

## Demografie
Er wonen 594.833 mensen in de stad zelf (2010) (volgens de schatting van 2015 600.155) en ongeveer 1,7 miljoen mensen in de agglomeratie. De agglomeratie is in bevolkingsaantal de 19e van de VS. 
Van de bevolking is 10,9 % ouder dan 65 jaar en bestaat voor 33,5 % uit eenpersoonshuishoudens. De werkloosheid bedraagt 6,7 % (cijfers volkstelling 2000).
Ongeveer 20 % van de bevolking van Milwaukee bestaat uit hispanics en latino's, 37,3 % is van Afrikaanse oorsprong en 2,9 % van Aziatische oorsprong.
Het aantal inwoners daalde van 628.300 in 1990 naar 596.974 in 2000.
Milwaukee staat bekend om het grote aantal gewelddadige sterfgevallen. In de eerste acht maanden van 2022 kwamen 104 mensen door moord om het leven.

## Bezienswaardigheden
- Milwaukee Art Museum

## Sport
Milwaukee is de thuisstad van de Milwaukee Bucks, een basketbalteam uit de NBA en tevens van de Milwaukee Brewers, een honkbalclub uit de MLB.
In Milwaukee bevindt zich de overdekte ijsbaan Pettit National Ice Center. De belangrijkste schaatswedstrijden die er zijn verreden zijn het Wereldkampioenschappen schaatsen sprint van 1995 en het Wereldkampioenschappen schaatsen allround van 2000.

## Galerij

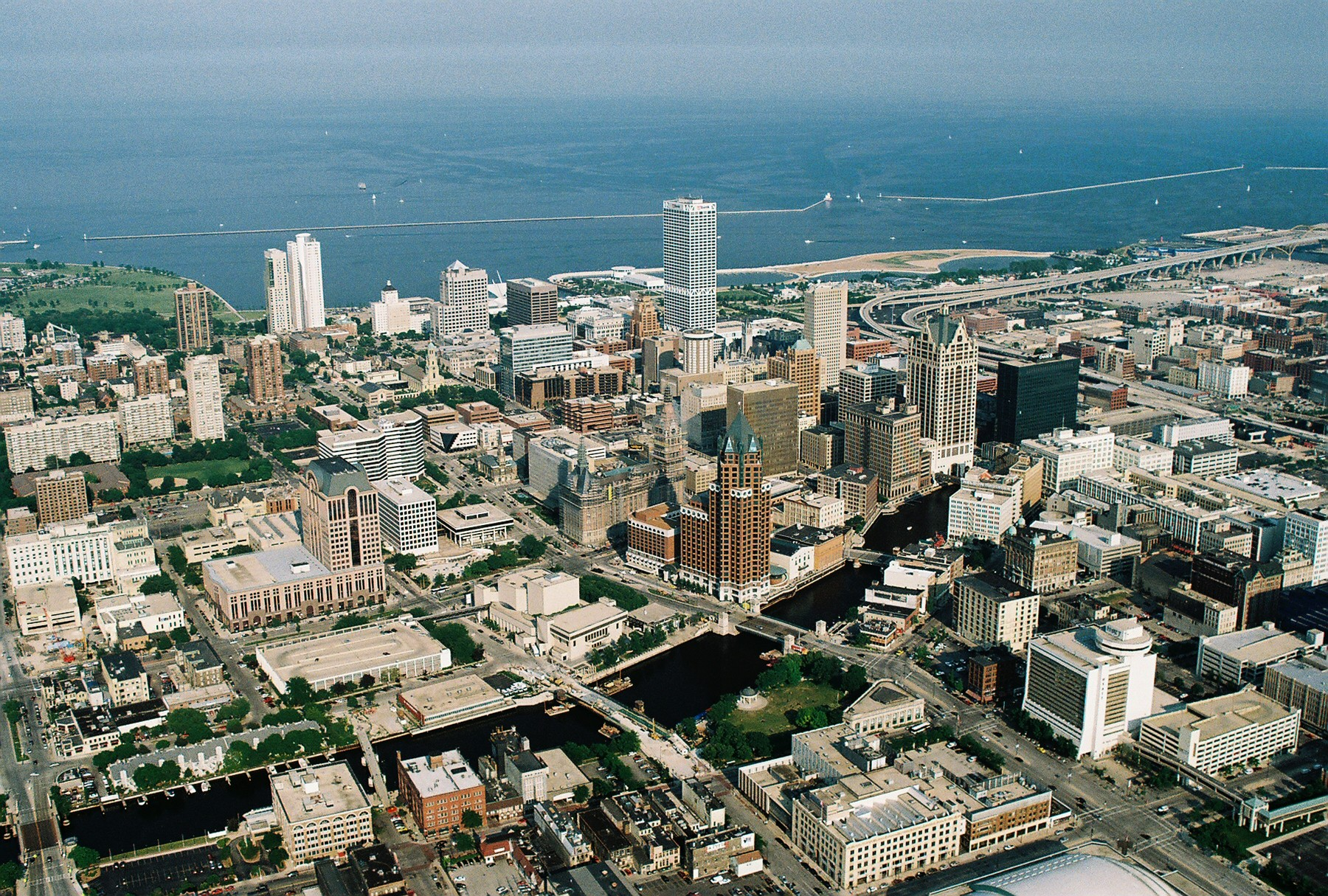
Centrum van Milwaukee
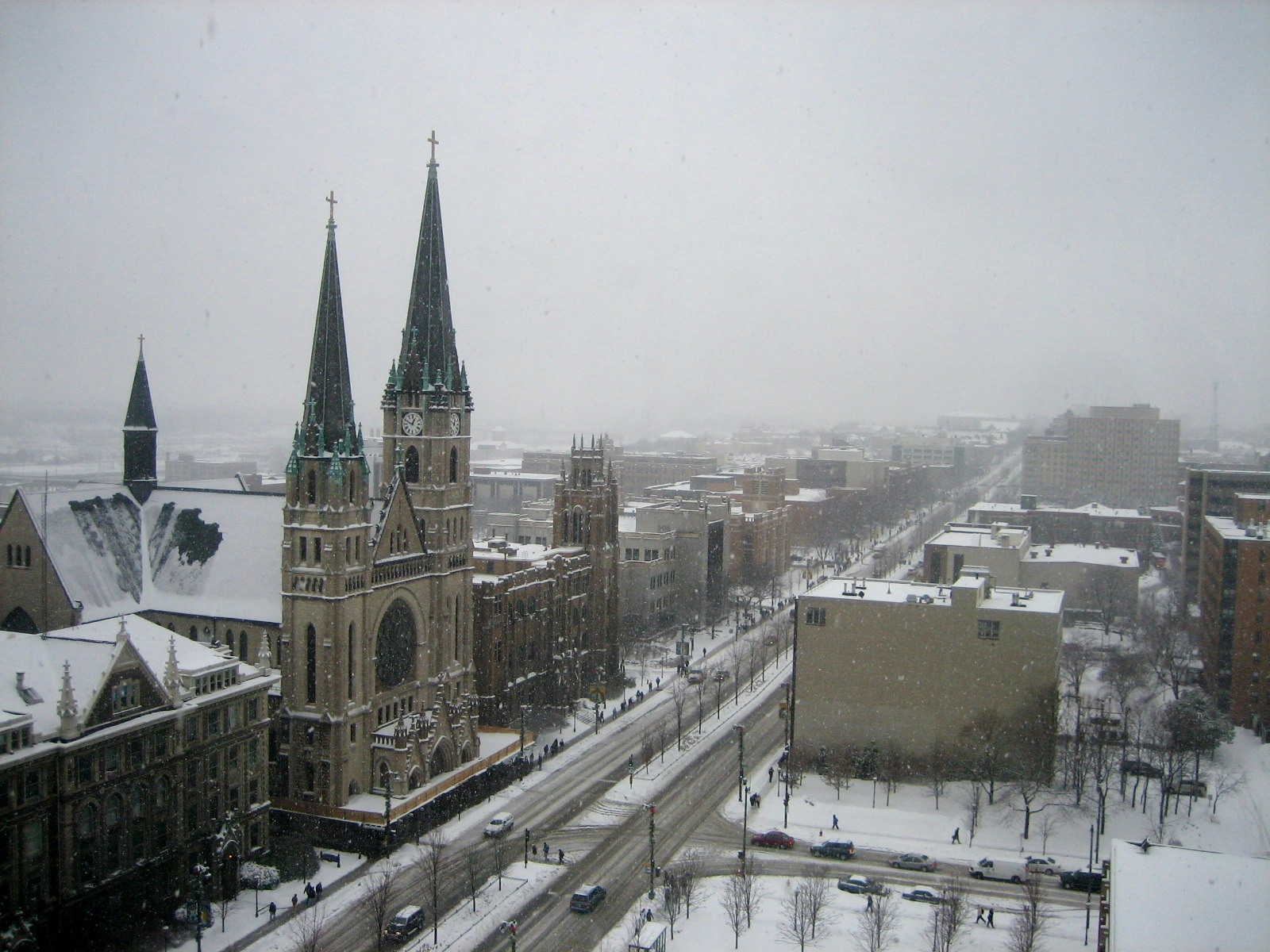
Wisconsin Avenue in de winter
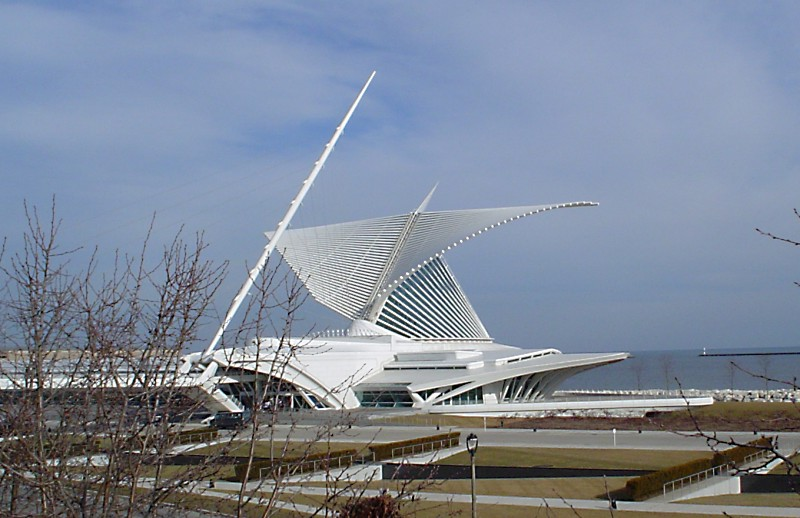
Het Milwaukee Art Museum